# Гијархарт (Орегон)
Гијархарт (енгл. Gearhart) град је у америчкој савезној држави Орегон.

## Демографија
По попису из 2010. године број становника је 1.462, што је 467 (46,9%) становника више него 2000. године.
| Група             | 2000.       | 2010.         |
| Белци             | 976 (98,1%) | 1.356 (92,7%) |
| Афроамериканци    | 0 (0,0%)    | 5 (0,3%)      |
| Азијати           | 3 (0,3%)    | 11 (0,8%)     |
| Хиспаноамериканци | 5 (0,5%)    | 59 (4,0%)     |
| Укупно            | 995         | 1.462         |